# Alpiner Skiweltcup in Sölden 2021/22
Der Alpine Skiweltcup in Sölden 2021/22 gehörte zum Alpinen Skiweltcup 2021/22 und fand am 23. und 24. Oktober 2021 in Sölden statt. Es wurden sowohl bei den Damen als auch bei den Herren Rennen im Riesenslalom ausgetragen.

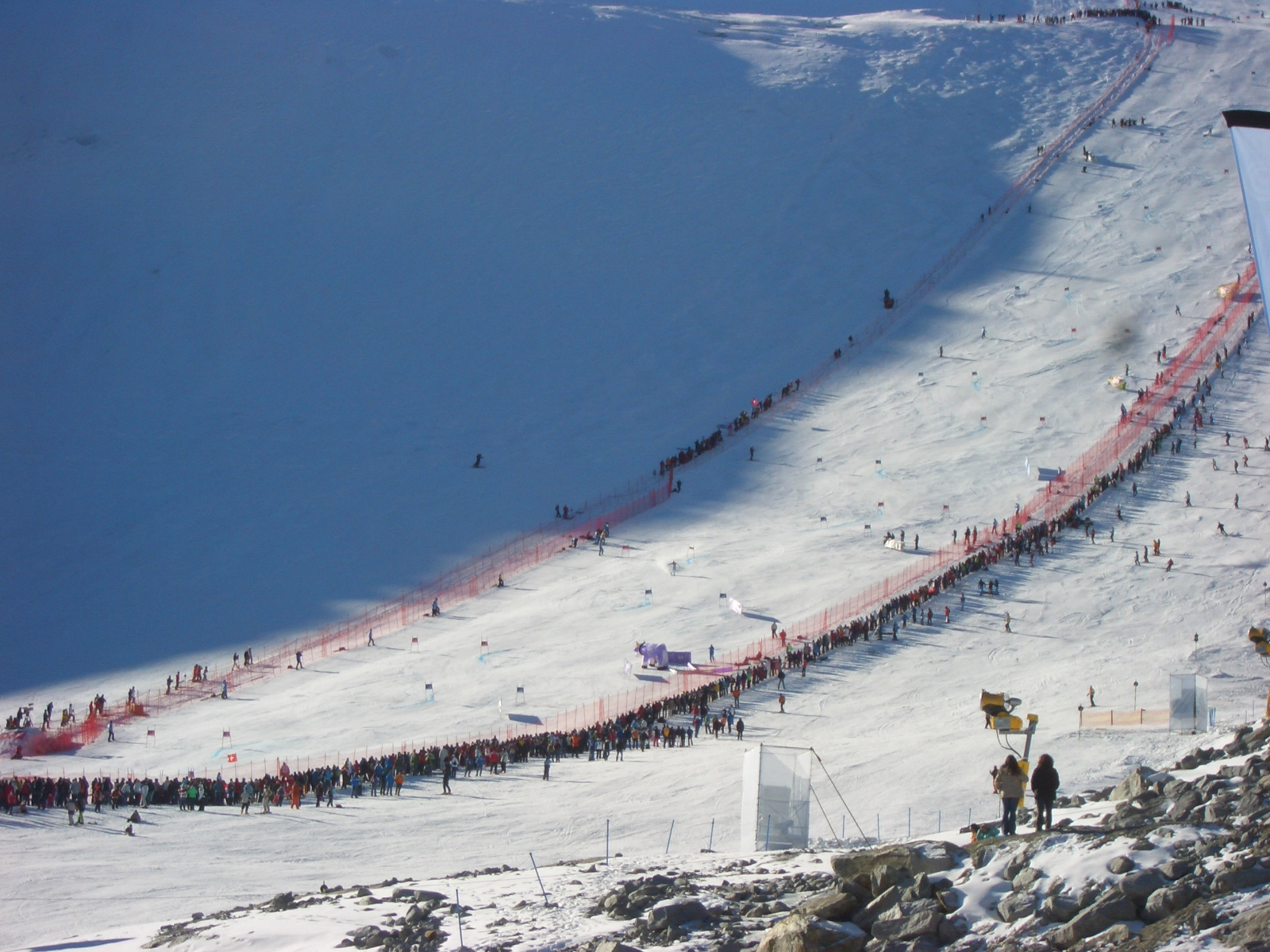
Rettenbachferner

## Streckendaten
|                    | Riesenslalom Damen     | Riesenslalom Herren |
| ------------------ | ---------------------- | ------------------- |
| Datum              | 23. Oktober            | 24. Oktober         |
| Ort                | Rettenbachferner       | Rettenbachferner    |
| Startzeit 1. Lauf  | 10:00 Uhr              | 10:00 Uhr           |
| Startzeit 2. Lauf  | 13:15 Uhr              | 13:30 Uhr           |
| Seehöhe Start      | 3040 m                 | 3040 m              |
| Seehöhe Ziel       | 2670 m                 | 2670 m              |
| Höhendifferenz     | 370 m                  | 370 m               |
| Streckenlänge      | ?                      | ?                   |
| Kurssetzer 1. Lauf | Mike Day (USA)         | Bernd Brunner (GER) |
| Kurssetzer 2. Lauf | Lionel Pellicier (FRA) | Helmuth Krug (SUI)  |
| Tore 1. Lauf       | 48                     | 48                  |
| Tore 2. Lauf       | 60                     | 46                  |

## Teilnehmende Nationen und Athleten
Es nahmen 146 Skirennläufer (davon 75 Damen und 71 Herren) aus 29 Nationen am Alpinen Skiweltcup in Sölden teil.
| Nation                   | Anzahl               | Athletin | Athlet |
| Europa (22 Nationen)     | Europa (22 Nationen) | Europa (22 Nationen) | Europa (22 Nationen) |
| ------------------------ | -------------------- | --- | --- |
| Andorra                  | 1                    | | Joan Verdú Sánchez |
| Belgien                  | 1                    | | Dries Van den Broecke |
| Bulgarien                | 1                    | | Albert Popow |
| Deutschland              | 2+3                  | Marlene Schmotz, Andrea Filser | Alexander Schmid, Stefan Luitz, Julian Rauchfuss |
| Frankreich               | 5+6                  | Tessa Worley, Coralie Frasse Sombet, Clara Direz, Doriane Escané, Camille Cerutti                                                                                    | Alexis Pinturault, Mathieu Faivre, Thibaut Favrot, Victor Muffat-Jeandet, Clément Noël, Cyprien Sarrazin                                                  |
| Finnland                 | 1+1                  | Erika Pykäläinen | Samu Torsti |
| Italien                  | 8+8                  | Federica Brignone, Marta Bassino, Sofia Goggia, Elena Curtoni, Karoline Pichler, Roberta Midali, Roberta Melesi, Ilaria Ghisalberti                                  | Luca De Aliprandini, Giovanni Borsotti, Riccardo Tonetti, Simon Maurberger, Hannes Zingerle, Filippo Della Vite, Giovanni Franzoni, Alex Vinatzer         |
| Kroatien                 | 1+1                  | Zrinka Ljutić | Filip Zubčić |
| Litauen                  | 1                    | | Andrej Drukarov |
| Niederlande              | 1                    | | Maarten Meiners |
| Norwegen                 | 6+7                  | Ragnhild Mowinckel, Mina Fürst Holtmann, Maria Therese Tviberg, Marte Monsen, Thea Louise Stjernesund, Kristin Lysdahl                                               | Leif Kristian Nestvold-Haugen, Lucas Braathen, Henrik Kristoffersen, Atle Lie McGrath, Rasmus Windingstad, Fabian Wilkens Solheim, Timon Haugan           |
| Österreich               | 9+9                  | Ramona Siebenhofer, Katharina Liensberger, Stephanie Brunner, Katharina Truppe, Ricarda Haaser, Franziska Gritsch, Elisa Mörzinger, Katharina Huber, Stephanie Resch | Marco Schwarz, Stefan Brennsteiner, Manuel Feller, Roland Leitinger, Matthias Mayer, Raphael Haaser, Patrick Feurstein, Dominik Raschner, Lukas Feurstein |
| Polen                    | 2                    | Maryna Gąsienica-Daniel, Magdalena Łuczak | |
| Russland                 | 2+3                  | Jekaterina Igorewna Tkatschenko, Julija Michailowna Pleschkowa | Alexander Alexandrowitsch Andrijenko, Iwan Andrejewitsch Kusnezow, Nikita Alekhin                                                                         |
| Schweden                 | 4+2                  | Sara Hector, Hilma Lövblom, Hanna Aronsson Elfman, Estelle Alphand                                                                                                   | Mattias Rönngren, Tobias Windingstad |
| Schweiz                  | 9+8                  | Lara Gut-Behrami, Michelle Gisin, Simone Wild, Andrea Ellenberger, Camille Rast, Vanessa Kasper, Vivianne Härri, Jasmina Suter, Priska Nufer                         | Loïc Meillard, Marco Odermatt, Justin Murisier, Gino Caviezel, Daniele Sette, Cédric Noger, Daniel Yule, Tanguy Nef                                       |
| Slowenien                | 5+2                  | Meta Hrovat, Ana Bucik, Tina Robnik, Andreja Slokar, Neja Dvornik | Žan Kranjec, Štefan Hadalin |
| Slowakei                 | 1+2                  | Petra Vlhová | Adam Žampa, Andreas Žampa |
| Spanien                  | 1+1                  | Núria Pau | Albert Ortega |
| Tschechien               | 1+1                  | Ester Ledecká | Kryštof Krýzl |
| Ungarn                   | 1                    | Zita Tóth | |
| Vereinigtes Königreich   | 1+1                  | Alex Tilley | Charlie Raposo |
| Nordamerika (3 Nationen) |                      | | |
| Kanada                   | 3+3                  | Valérie Grenier, Britt Richardson, Cassidy Gray | Erik Read, Trevor Philp, Riley Seger |
| Mexiko                   | 1                    | Sarah Schleper de Gaxiola | |
| Vereinigte Staaten       | 5+5                  | Mikaela Shiffrin, Nina O’Brien, Paula Moltzan, A J Hurt, Keely Cashman                                                                                               | River Radamus, Ryan Cochran-Siegle, Bridger Gile, George Steffey, Patrick Kenney                                                                          |
| Ozeanien (2 Nationen)    |                      | | |
| Australien               | 1+1                  | Madison Hoffman | Louis Muhlen-Schulte |
| Neuseeland               | 2                    | Alice Robinson, Piera Hudson | |
| Asien (2 Nationen)       |                      | | |
| Volksrepublik China      | 1                    | Ni Yueming | |
| Japan                    | 3+2                  | Asa Andō, Mio Arai, Miho Mizutani | Seigo Katō, Yohei Koyama |

## Bericht

### Vorbericht
Die Verantwortlichen planten den Saisonauftakt trotz steigender COVID-19-Zahlen mit vielen Zuschauern. Nach dem damaligen Stand Mitte September 2021 galt für die Athleten, dass sie in ihrer Blase bleiben sollten. Für die Athleten außerhalb der Blase und für die Zuschauer galt die 3G-Regel. Am Vormittag des 14. Oktober 2021 gab der Internationale Skiverband (FIS) grünes Licht für den Auftakt in die neue Saison 2021/22 auf dem Rettenbachferner in Sölden. Der sportliche Leiter der ÖSV-Damen, Christian Mitter, sagte, dass die Rennpiste eine Woche vor dem Auftaktstart in einem guten Zustand sei und die Verantwortlichen gute Arbeit geleistet hätten.
An beiden Renntagen kam bereits unten im Tal und auf dem gesamten Gletscher die 3G-Regel zur Anwendung und alle Personen ab 13 Jahren mussten ihre persönlichen Daten abgeben. Dann wurden sie mit dem Shuttlebus zum Gletscherstadion gefahren.

### Samstag, 23. Oktober 2021, Riesenslalom Damen
Nach dem ersten Durchgang führte die Schweizerin Lara Gut-Behrami mit einer Zeit von 1:02,82 Minuten vor der Amerikanerin Mikaela Shiffrin (+ 0,02 s) und der Österreicherin Stephanie Brunner (+ 0,54 s). Die Österreicherin Katharina Liensberger kam mit 63 Hundertstelsekunden Rückstand auf den vierten Platz. Die Slowakin Petra Vlhová (+ 0,81 s) reihte sich als Sechste ein und die Deutsche Marlene Schmotz (+ 2,36 s) kam auf den 25. Platz. Marta Bassino aus Italien, die im Vorjahr den Riesenslalom gewonnen hatte, schied im ersten Durchgang aus.
Im zweiten Durchgang siegte die Amerikanerin Mikaela Shiffrin mit einer Zeit von 2:07,22 Minuten. Die Schweizerin Lara Gut-Behrami, die nach dem ersten Durchgang noch geführt hatte, kam als Zweite mit 14 Hundertstelsekunden ins Ziel. Dritte wurde die Slowakin Petra Vlhová mit 1,30 Sekunden Rückstand. Die Österreicherin Katharina Liensberger zeigte im ersten und zweiten Durchgang eine konstante Leistung und wurde Vierte. Tessa Worley aus Frankreich machte im Finaldurchgang acht Plätze gut und erreichte Platz acht. Die einzige Deutsche Marlene Schmotz kam auf den 28. Platz und hatte auf die Siegerin Mikaela Shiffrin einen Rückstand von 4,32 Sekunden. Federica Brignone aus Italien erreichte das Ziel nicht und schied aus.

### Sonntag, 24. Oktober 2021, Riesenslalom Herren
Nach dem ersten Durchgang führte der Österreicher Roland Leitinger mit einer Zeit von 1:03,93 Minuten vor dem Franzosen Mathieu Faivre (+ 0,19 s) und dem Schweizer Marco Odermatt (+ 0,21 s). Auf dem vierten Platz reihte sich der wiedererstarkte Slowene Žan Kranjec mit 27 Hundertstelsekunden Rückstand ein. Gino Caviezel aus der Schweiz lag nur  0,35 s hinter dem Führenden auf Platz fünf. Nur  0,57 s hinter dem Führenden lag der Franzose Alexis Pinturault. Der Deutsche Alexander Schmid (+ 0,67 s) lag zur Halbzeit auf Platz sieben und der zweite Deutsche Stefan Luitz kam zusammen mit dem Schweizer Justin Murisier auf den 16. Platz. Der Norweger Atle Lie McGrath und der Italiener Giovanni Borsotti schieden im ersten Durchgang aus.
Nach dem zweiten Durchgang stand der Sieg des Schweizers Marco Odermatt mit einer Zeit von 2:05,94 Minuten vor dem Österreicher Roland Leitinger (+ 0,07 s) und dem Slowenen Žan Kranjec (+ 0,10 s) fest. Vierter wurde der Schweizer Gino Caviezel (+ 0,39 s). Der Franzose Alexis Pinturault reihte sich als Fünfter mit 0,62 Sekunden Rückstand ein. Bester Amerikaner wurde River Radamus (+ 0,68 s) auf Platz sechs. Der Vorjahressieger von 2020, Lucas Braathen aus Norwegen (+ 0,72 s), machte gleich 12 Plätze gut und belegte Platz sieben. Der Deutsche Stefan Luitz (+ 1,35 s) kam als 17. ins Ziel. Der zweite Deutsche Alexander Schmid verlor 12 Plätze und wurde 19. Die Österreicher Matthias Mayer und Stefan Brennsteiner schieden im zweiten Durchgang aus.

## Ergebnis Damen

### Riesenslalom
- Wetter Lauf 1: sonnig, Schnee: hart, Temperatur Start: −10 °C, Temperatur Ziel: −4 °C
- Wetter Lauf 2: sonnig, Schnee: hart, Temperatur Start: −4 °C, Temperatur Ziel: −1 °C
- Vorläufer Lauf 1:  Magdalena Kappaurer,  Magdalena Egger,  Karolina Auer
- Vorläufer Lauf 2:  Magdalena Kappaurer,  Magdalena Egger,  Karolina Auer

| Platz | Name                  | Lauf 1           | Lauf 2           | Gesamt      |
| ----- | --------------------- | ---------------- | ---------------- | ----------- |
|       | Mikaela Shiffrin      | 1:02,82 min (2)  | 1:04,40 min (1)  | 2:07,22 min |
|       | Lara Gut-Behrami      | 1:02,80 min (1)  | 1:04.56 min (3)  | 2:07,36 min |
|       | Petra Vlhová          | 1:03,61 min (6)  | 1:04,91 min (7)  | 2:08,52 min |
| 04    | Katharina Liensberger | 1:03,43 min (4)  | 1:05,18 min (10) | 2:08,61 min |
| 05    | Maria Therese Tviberg | 1:04,26 min (14) | 1:04,41 min (2)  | 2:08,67 min |
| 06    | Meta Hrovat           | 1:03,78 min (8)  | 1:05,03 min (8)  | 2:08,81 min |
| 07    | Valérie Grenier       | 1:03,54 min (5)  | 1:05,53 min (16) | 2:09,07 min |
| 08    | Tessa Worley          | 1:04,45 min (16) | 1:04,83 min (4)  | 2:09,28 min |
| 09    | Nina O’Brien          | 1:04,11 min (11) | 1:05.42 min (12) | 2:09,53 min |
| 10    | Ramona Siebenhofer    | 1:04,71 min (20) | 1:04,89 min (6)  | 2:09,60 min |
| 11    | Alice Robinson        | 1:03,70 min (7)  | 1:05,93 min (23) | 2:09,63 min |
| 12    | Sara Hector           | 1:04,12 min (12) | 1:05,52 min (14) | 2:09,64 min |
| 13    | Alex Tilley           | 1:04,83 min (24) | 1:04,86 min (5)  | 2:09,69 min |
| 14    | Andreja Slokar        | 1:03,96 min (9)  | 1:05,74 min (19) | 2:09,70 min |
| 15    | Ricarda Haaser        | 1:04,10 min (10) | 1:05,61 min (18) | 2:09,71 min |

| Platz | Name                    | Lauf 1           | Lauf 2           | Gesamt      |
| ----- | ----------------------- | ---------------- | ---------------- | ----------- |
| 16    | Sofia Goggia            | 1:04,77 min (22) | 1:05,08 min (9)  | 2:09,85 min |
| 17    | Stephanie Brunner       | 1:03,34 min (3)  | 1:06,59 min (28) | 2:09,93 min |
| 18    | Ragnhild Mowinckel      | 1:04,22 min (13) | 1:05,74 min (19) | 2:09,96 min |
| 19    | Thea Louise Stjernesund | 1:04,57 min (18) | 1:05,43 min (13) | 2:10,00 min |
| 20    | A J Hurt                | 1:04,69 min (19) | 1:05,77 min (21) | 2:10,46 min |
| 21    | Coralie Frasse Sombet   | 1:04,82 min (23) | 1:05,84 min (22) | 2:10,66 min |
| 22    | Tina Robnik             | 1:05,38 min (30) | 1:05,32 min (11) | 2:10,70 min |
| 23    | Paula Moltzan           | 1:05,26 min (27) | 1:05,52 min (14) | 2:10,78 min |
| 24    | Andrea Ellenberger      | 1:05,27 min (28) | 1:05,53 min (16) | 2:10,80 min |
| 25    | Michelle Gisin          | 1:04,49 min (17) | 1:06,35 min (26) | 2:10,84 min |
| 26    | Hanna Aronsson Elfman   | 1:05,18 min (26) | 1:06,01 min (24) | 2:11,19 min |
| 27    | Katharina Truppe        | 1:05,30 min (29) | 1:06,13 min (25) | 2:11,43 min |
| 28    | Marlene Schmotz         | 1:05,16 min (25) | 1:06,38 min (27) | 2:11,54 min |
| 29    | Mina Fürst Holtmann     | 1:04,74 min (21) | 1:07,04 min (29) | 2:11,78 min |

## Ergebnis Herren

### Riesenslalom
- Wetter Lauf 1: sonnig, Schnee: hart, Temperatur Start: −6 °C, Temperatur Ziel: −3 °C
- Wetter Lauf 2: sonnig, Schnee: hart, Temperatur Start: 3 °C, Temperatur Ziel: 4 °C
- Vorläufer Lauf 1:  Adrian Pertl,  Andreas Ploier,  Armin Dornauer
- Vorläufer Lauf 2:  Adrian Pertl,  Andreas Ploier,  Armin Dornauer

| Platz | Name                 | Lauf 1           | Lauf 2           | Gesamt      |
| ----- | -------------------- | ---------------- | ---------------- | ----------- |
|       | Marco Odermatt       | 1:04,14 min (3)  | 1:01,80 min (6)  | 2:05,94 min |
|       | Roland Leitinger     | 1:03,93 min (1)  | 1:02,08 min (15) | 2:06,01 min |
|       | Žan Kranjec          | 1:04,20 min (4)  | 1:01,84 min (7)  | 2:06,04 min |
| 04    | Gino Caviezel        | 1:04,28 min (5)  | 1:02,05 min (12) | 2:06,33 min |
| 05    | Alexis Pinturault    | 1:04.50 min (6)  | 1:02,06 min (14) | 2:06,56 min |
| 06    | River Radamus        | 1:04,78 min (9)  | 1:01.84 min (7)  | 2:06,62 min |
| 07    | Lucas Braathen       | 1:05,31 min (19) | 1:01,35 min (1)  | 2:06,66 min |
| 08    | Luca De Aliprandini  | 1:04,81 min (10) | 1:01,92 min (9)  | 2:06,73 min |
| 09    | Filip Zubčić         | 1:04,64 min (8)  | 1:02,19 min (20) | 2:06,83 min |
| 10    | Rasmus Windingstad   | 1:05,34 min (22) | 1:01,52 min (2)  | 2:06,86 min |
| 11    | Mathieu Faivre       | 1:04,12 min (2)  | 1:02,80 min (27) | 2:06,92 min |
| 12    | Justin Murisier      | 1:05,18 min (16) | 1:01,76 min (4)  | 2:06,94 min |
| 13    | Marco Schwarz        | 1:04,83 min (24) | 1:01,79 min (5)  | 2:07,08 min |
| 14    | Henrik Kristoffersen | 1:04,82 min (11) | 1:02,30 min (21) | 2:07,12 min |

| Platz | Name                          | Lauf 1           | Lauf 2           | Gesamt      |
| ----- | ----------------------------- | ---------------- | ---------------- | ----------- |
| 15    | Manuel Feller                 | 1:05,01 min (14) | 1:02,18 min (19) | 2:07,19 min |
| 16    | Loïc Meillard                 | 1:05,31 min (19) | 1:01,92 min (9)  | 2:07,23 min |
| 17    | Stefan Luitz                  | 1:05,18 min (16) | 1:02,11 min (17) | 2:07,29 min |
| 18    | Erik Read                     | 1:05,38 min (24) | 1:02,05 min (12) | 2:07,43 min |
| 19    | Alexander Schmid              | 1:04,60 min (7)  | 1:02,87 min (28) | 2:07,47 min |
| 20    | Simon Maurberger              | 1:05,77 min (29) | 1:01,74 min (3)  | 2:07,51 min |
| 21    | Daniele Sette                 | 1:05,44 min (25) | 1:02,11 min (17) | 2:07,55 min |
| 22    | Trevor Philp                  | 1:05,32 min (21) | 1:02,34 min (22) | 2:07,66 min |
| 23    | Cyprien Sarrazin              | 1:05,70 min (27) | 1:02,04 min (11) | 2:07,74 min |
| 24    | Leif Kristian Nestvold-Haugen | 1:05,11 min (15) | 1:02,65 min (26) | 2:07,76 min |
| 25    | Štefan Hadalin                | 1:05,37 min (23) | 1:02,53 min (24) | 2:07,90 min |
| 26    | Riccardo Tonetti              | 1:05,95 min (30) | 1:02,10 min (16) | 2:08,05 min |
| 27    | Thibaut Favrot                | 1:05,74 min (28) | 1:02,44 min (23) | 2:08,18 min |
| 28    | Adam Žampa                    | 1:05,66 min (26) | 1:02,60 min (25) | 2:08,26 min |